# Lewis Redner
Lewis Henry Redner (* 15. Dezember 1831 in Philadelphia, Pennsylvania; † 29. August 1908 in Atlantic City, New Jersey) war ein amerikanischer Organist und Komponist. Sein bekanntestes Lied ist das Weihnachtslied St. Louis, bekannt als O Little Town of Bethlehem.

## Biografie
Lewis Henry Redner arbeitete im Immobiliengeschäft in Philadelphia. Im Ehrenamt war er Organist und diente in seinem Leben in vier Kirchengemeinden. 19 Jahre lang war er Organist an der Church of the Holy Trinity, Philadelphia. 1868 bat ihn der Pastor Phillips Brooks ein Gedicht zu vertonen, das seine Erinnerungen an eine Pilgerreise nach Bethlehem darstellte. Das Lied sollte am Heiligen Abend in der Sonntagsschule gesungen werden. Redner berichtete später, er habe diesen Auftrag zunächst aufgeschoben, in der Nacht zum Sonntag aber, für den er die Melodie zugesagt hatte, sei ihm im Schlaf ein Engel erschienen und habe ihm die Noten eingegeben. Das Lied wurde auch durch einen Chorsatz von Ralph Vaughan Williams berühmt, der allerdings auf einer anderen Melodie beruht.
Redner hat nie geheiratet. Sehr engagiert war er in Wohltätigkeitsvereinen. Unter anderem war er im Komitee der Sunday Breakfast Rescue Mission, einem Obdachlosenheim mit Suppenküche.
Er starb am 29. August 1908 im „Hotel Marlborough“ in Atlantic City, New Jersey und wurde auf dem Woodlands Cemetery in Philadelphia beigesetzt.